# プロトゲネス

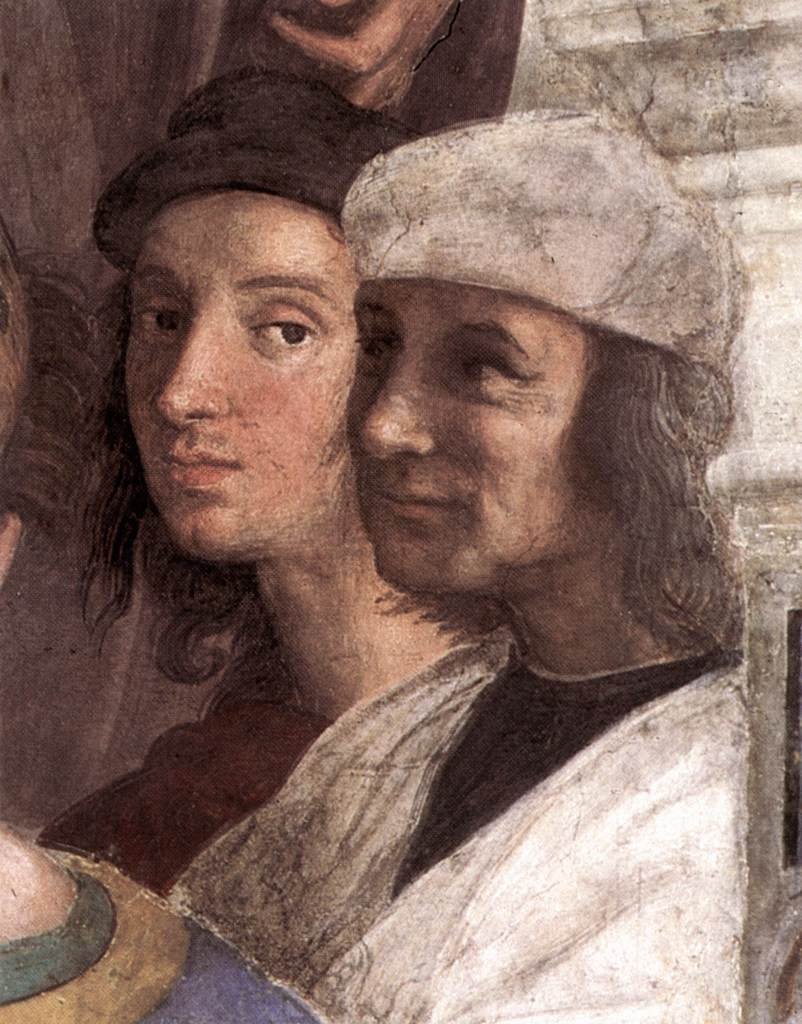
ラファエロ作『アテナイの学堂』に描かれたプロトゲネス（右の人物）。同時代の画家ソドマがモデルといわれる

プロトゲネス（Protogenes, 活動時期：紀元前4世紀）は、古代ギリシアの画家。アペレスとは同時代人でライバルであった。
プロトゲネスは、カリアのカウノスで生まれた。しかし、4世紀の後半にはロドス島に住んでいた。プロトゲネスは素描・色彩画の両方とも、その綿密かつ入念な仕上げで名高い。最大のライバル、アペレスはプロトゲネスの絵の1枚を見て驚き、魅力が足りないと言うことでしか、自分を慰められなかったということだ。
『イアリュソス』という作品には7年を費やした。『サテュロス』という別の作品が描かれたのは、アレクサンドロス3世（大王）のディアドコイの一人デメトリオス1世によるロドス包囲戦の最中（紀元前305年-紀元前304年）で、しかもプロトゲネスがその絵を描いていた公園は、敵軍の野営地の真ん中にあった。それでもプロトゲネスが無事だったのは、デメトリオス1世が頼まれもしないのにプロトゲネスが安全でいられるよう手を打ったからだった。それ以上だったのが、攻撃を開始したはいいが、町に『イアリュソス』があると言われて、デメトリオス1世が慌てて作戦を変更したことだ。イアリュソスとは地元の英雄、島の名前と同じロドスという町の建設者で、おそらくプロトゲネスは狩猟家として描いていたものと思われる。その絵はキケロの時代までロドスにあり、その後ローマに移された。しかし、平和の神殿 （Temple of Peace）の火事で焼失してしまった。一方、包囲中に描き続けた『サテュロス』だが、ヤマウズラの形をした柱に何もせずもたれかかっているサテュロスが描かれてあったのだが、見物人はその柱が物ではなく生きているように見えると言った。それを聞いて、プロトゲネスは激怒して、絵からヤマウズラを拭き取ってしまった。
この『サテュロス』はおそらく彼の後期の作品の1つだったに違いない。プロトゲネスは既に70歳になっていて、ここ20年ほどは、友人かつ後援者のアペレスと並び称され、悠々自適に過ごしていた。プロトゲネスもアペレスもともに見事な彩色画家で、もし時代が許すならフレスコ画も描いたことだろう（もちろんその時代にはフレスコ画はない）。共に絵の練習に熱心で、おそらく、輪郭の明瞭さ同様に、大胆な遠近法の技術も獲得していたのではないだろうか。大プリニウスの『博物誌』には次のような逸話がある。アペレスがプロトゲネスの家を訪問した時、プロトゲネスが不在だったので、アペレスは誰が来たかを伝えるため、絵を描くために用意してあった大きな板に筆でとてもきれいな直線を描いた。帰宅したプロトゲネスはそれを見て、その線の横に、別の色でもう新たな直線を描いた。再びやってきたアペレスは、プロトゲネスが自分の線よりきれいな線を描いたのを見て、挑戦だと思い、2本の線の間にまた別の色の線を描き加えた。その絵は大変賞賛されたが、火事で失われてしまった。
アテネのプロピレアのギャラリーで、プロトゲネスの描いた板絵が見られることになっていた。アッティカ海岸、パラロスとハモニアスを擬人化した2人の人物が描かれたものだった。また、アテネの議会のために、プロトゲネスはテソモテタイ（6人から成る下級の執政官）を描いたが、どんな形式・種類の絵なのかはわかっていない。それらの絵はアテネで制作したものと思われる。ひょっとしたら、アリストテレスと会って、アレクサンドロス3世の業績をテーマにするよう勧められたかも知れない。プロトゲネスの『アレクサンドロスとパーン』は、その忠告に従って、その精神を彼が慣れているものに理想化したのかも知れない。その精神は、ロドス島の伝説上の人物を描いた『キューディッペーとトレポレモス』まで遡らなければならないに違いない。
プロトゲネスは肖像画も描いて、その中には、アリストテレスの母、悲劇詩人フィリスコス、それにデメトリオス1世の父アンティゴノス1世のものがある。さらに、プロトゲネスは（ある程度までだが）彫刻家でもあった。運動選手、武装した人物、狩猟家、生贄を捧げる人々のブロンズ像をいくつか制作した。